# Abbaye San Martino di Bocci
L'abbaye San Martino di Bocci a souvent été confondue avec la chartreuse de Parme située non loin ; le présent article traite de l'abbaye cistercienne.
L'abbaye San Martino di Bocci, de Valserena ou de Paradigna, parfois abusivement appelée chartreuse de Paradigna voire chartreuse de Parme, est une abbaye cistercienne située à six kilomètres au nord de Parme.
L'abbaye est fondée en 1298 à l'initiative de Gerardo Bianchi ; mais avant que la construction ne commence, plusieurs années de drainage des terrains marécageux s'avèrent nécessaires. L'abbaye tombe en commende au XVe siècle, et diverses transformations sont effectuées par les abbés commendataires durant les trois siècles suivants, avant que l'abbaye ne soit supprimée par les décrets napoléoniens et que ses bâtiments n'en soient vendus
Acquise par l'État italien dans les années 1960, l'abbaye est restaurée et utilisée pour abriter le Centre d'études et d'archives de la communication (it), institution dépendant de l'université de Parme.

## Localisation et toponymie
L'abbaye est située à six kilomètres au nord de Parme, sur l'antique route romaine menant de cette ville vers le Pô et à proximité du village de Paradigna (it). L'abbaye est située à seulement un kilomètre et demi au nord de la sortie de l'autoroute A1,.
Le monastère est très souvent improprement nommé chartreuse de Paradigna, mais n'a été le siège que d'une abbaye cistercienne durant toute son histoire monastique. Le nom « Bocci » vient des broussailles et buissons que les moines ont dû défricher sur le terrain avant de pouvoir construire l'édifice.

## Histoire

### Fondation
Le 15 avril 1298, sur l'insistance du cardinal Gerardo Bianchi, le pape Boniface VIII autorise la construction d'une abbaye cistercienne, qu'il souhaite dédier à la Vierge Marie, à saint Martinainsi qu'à saint Louis. Un mois plus tard, le moine Zenone da Ulmeta et le convers Umberto, tous deux envoyés depuis l'abbaye de Chiaravalle della Colomba par leur abbé Gifredo, viennent étudier les possibilités de drainage du terrain marécageux sur lequel doit être construit le monastère. Les moines s'installent durablement à partir de 1302 sous la conduite du premier abbé nommé Enrico,.
Au commencement de l'histoire monastique du site, l'église n'est ni construite ni constructible du fait de l'humidité du terrain. Dans l'attente, les moines utilisent une autre église proche.

### Développement
Grâce aux dons effectués en faveur de l'abbaye par Gerardo Bianchi et d'autres bienfaiteurs, la nouvelle communauté est dotée en terres, incultes mais que le drainage rend fertiles, en moulins, en puits servant à l'extraction du sel à Salsomaggiore, en maisons situées à Parme. Enfin les produits de l'abbaye sont exonérés de taxe quand ils sont vendus en ville. Le chantier de l'église est probablement commencé avant 1324
En 1361, l'abbé de San Martino est excommunié, puis acquitté ; durant ce temps, le chantier de l'église abbatiale se poursuit et, en 1385, l'autel principal du sanctuaire est consacré.

### Commende
En 1457, Sigismondo Fulchini est choisi parmi le clergé séculier de Parme pour devenir abbé commendataire de Valserena. Il fait restaurer l'église et les bâtiments conventuels, ce qu'il commémore par la pose d'une plaque en 1489. En 1496, il est toujours en poste quand les possessions de l'abbaye sont officiellement divisées. En 1551, l'abbaye est temporairement occupée par Ferdinand Ier de Guastalla.
La façade de l'église abbatiale est profondément remaniée aux XVIe et XVIIe siècles.

### Suppression
Les décrets napoléoniens du 9 juin 1805 et du 13 septembre 1810 ordonnent la suppression de l'abbaye, qui est déconsacrée et fermée. Les bâtiments en sont vendus à des particuliers et utilisés comme conserverie de tomates, mais également comme lieu de garnison militaire et comme hangar agricole. De nombreuses dépendances sont détruites.

### Restauration
Entre 1964 et 1967, l'État italien se porte acquéreur de l'église.
En 2007, après de longs travaux de restauration, l'abbaye est utilisée par l'université de Parme pour abriter le CSAC (it). De nouvelles campagnes de travaux menées au cours des années 2010 permettent progressivement de restaurer d'autres ailes du bâtiments pour stocker les nombreuses archives de l'institution, ainsi que pour en faire un lieu d'expositions, de séminaires, d'ateliers.
| Peintures                       | 1 700     |
| Sculptures                      | 300       |
| Dessins d'architecture          | 2 500 000 |
| Croquis d'affiches              | 7 000     |
| Affiches de films               | 2 000     |
| Négatifs de plaques et de films | 4 700 000 |
| Estampes                        | 1 700 000 |

## Architecture
L'abbaye, compte tenu de l'environnement marécageux, est entièrement bâtie en briques.

Vues générales.
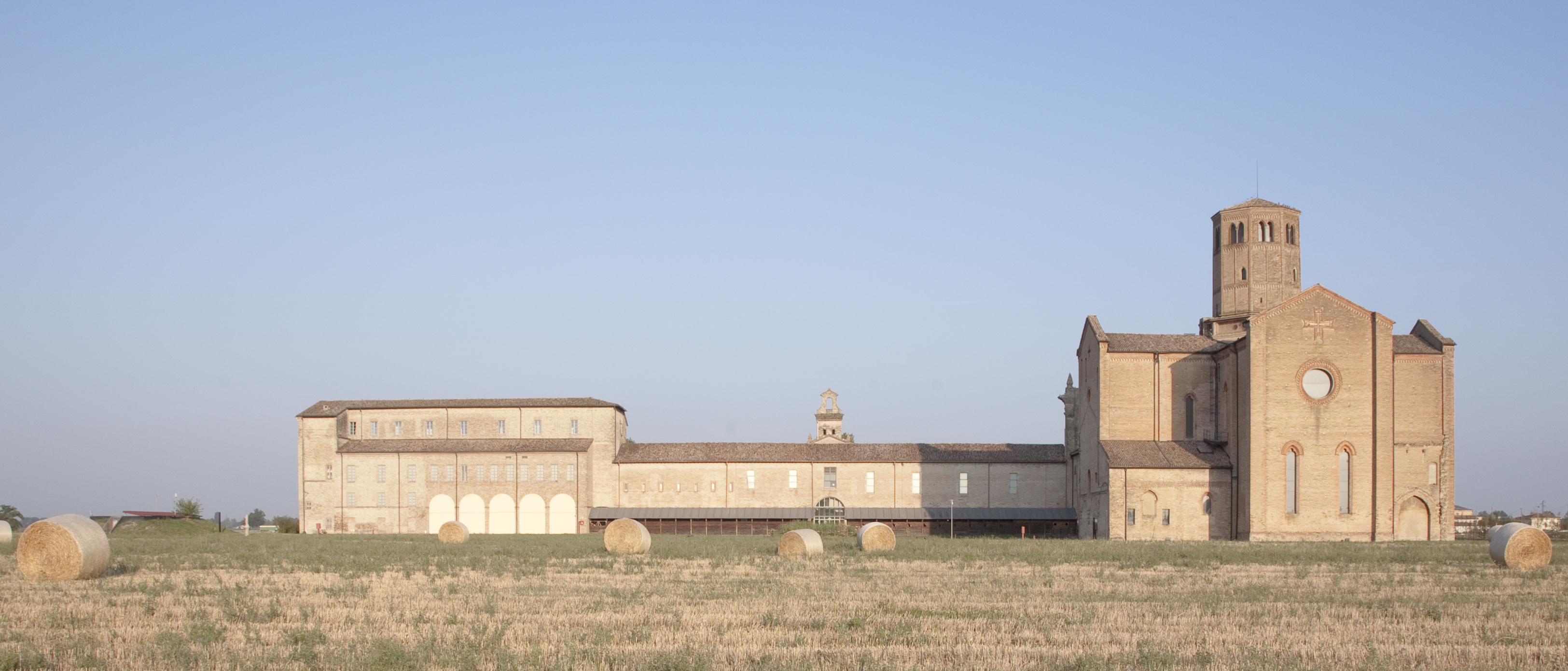
L'abbaye vue depuis l'est, avec l'abbatiale sur la droite.
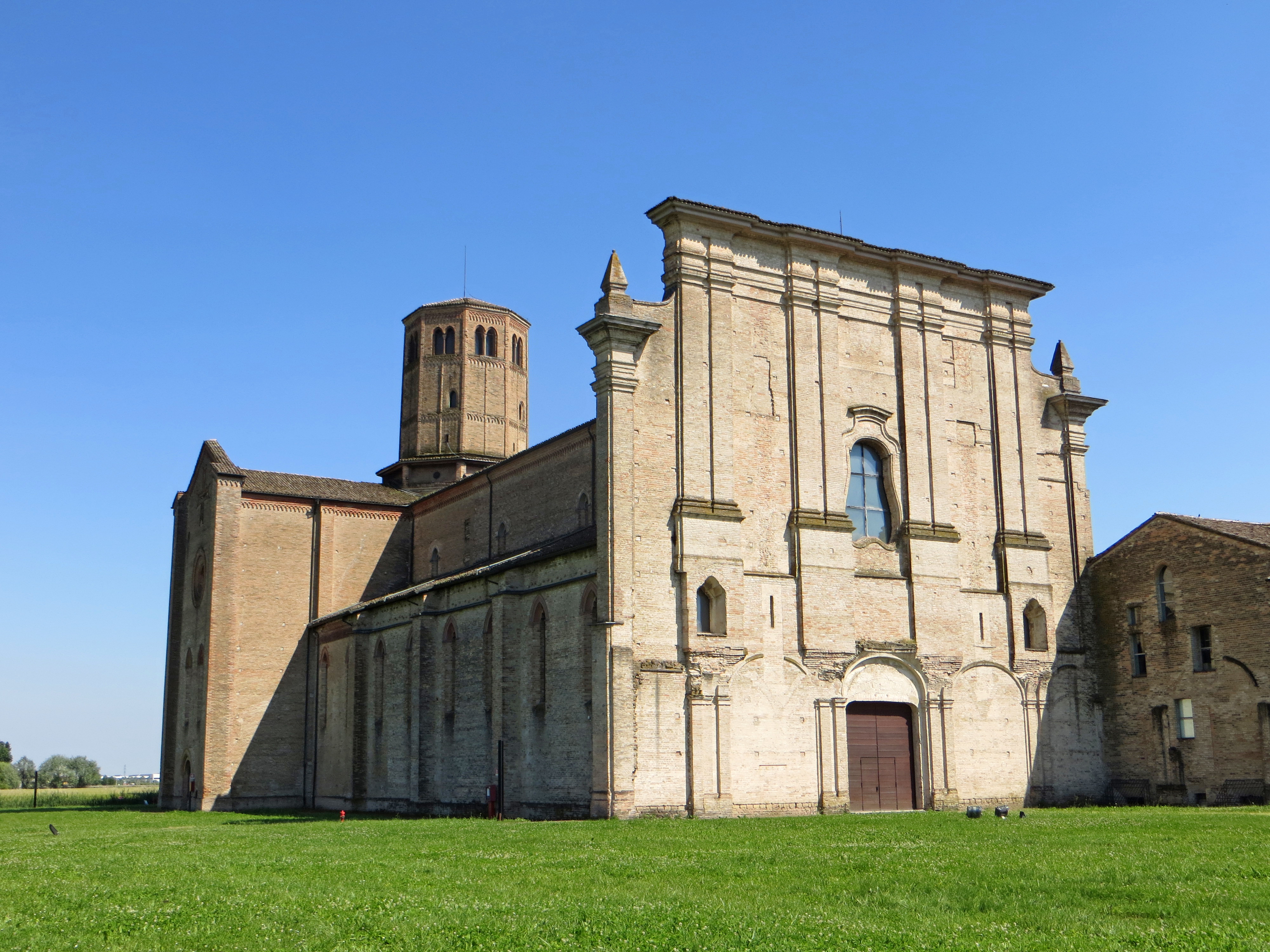
La façade remaniée en style baroque aux XVIe et XVIIe siècles.
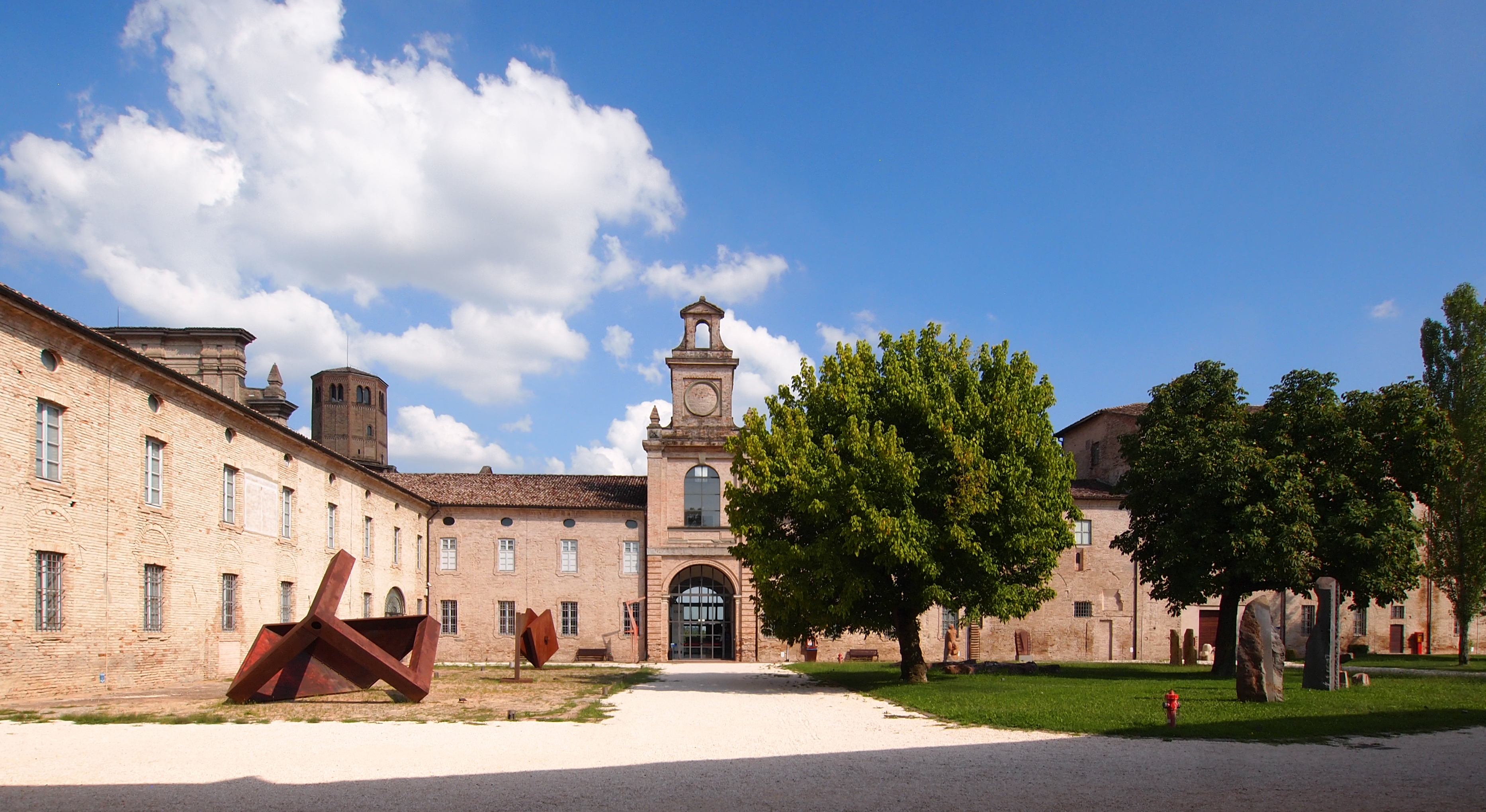
La cour principale de l'abbaye, avec les éléments les plus hauts de l'abbatiale à gauche.

### Église abbatiale
L'église, longue de soixante-deux mètres, est à trois nefs et de style gothique lombard. Elle comporte un transept large de trente-quatre mètres. Le chœur se termine par une abside carrée. Le clocher est une tour-lanterne située au-dessus de la croisée du transept et de forme octogonale,.